# Malentouen
Malentouen es un municipio del departamento de Noun de la región del Oeste, Camerún. En noviembre de 2005 tenía una población censada de 45 121 habitantes.
Se encuentra ubicado cerca del río Noun, al norte de la ciudad más poblada del país, Duala.